# Michel Berger
Michel Berger, nome d'arte di Michel Jean Hamburger (Neuilly-sur-Seine, 28 novembre 1947 – Ramatuelle, 2 agosto 1992), è stato un cantautore e produttore discografico francese, considerato uno dei massimi esponenti della musica pop francese.

## Biografia
(Michel Berger, La Déclaration d'amour)
Nato in una famiglia ebrea di origine tedesca, era figlio del famoso professore parigino Jean Hamburger, pioniere della nefrologia nonché autore del primo trapianto di rene, e della concertista classica Annette Haas, seguì le orme materne, contro la volontà del padre che lo voleva medico. Iniziò a suonare il pianoforte già nella prima infanzia e in seguito si interessò anche ad altri strumenti e alle tecniche compositive.
Nonostante la sua solida formazione classica, Michel Berger fu come molti altri artisti suoi contemporanei presto attratto dai nuovi ritmi della musica Pop e Rock: nel 1963 si presentò ad audizioni per giovani cantanti indette dalla Casa Discografica Pathé-Marconi proponendo due canzoni: L'amour, tu n'y crois pas e Amour et soda che gli permetteranno di esordire sulla scena musicale nazionale con successo.
Personaggio riservato, pur continuando a pubblicare in prima persona 45 giri per tutti gli anni sessanta, dal 1967 inizierà a collaborare con la Pathé-Marconi, e in seguito con altre etichette, soprattutto come compositore per altri artisti tra i quali Véronique Sanson, con la quale intratterrà una profonda relazione sentimentale, e Johnny Hallyday.
Nel 1973 contribuì al rilancio della carriera musicale della cantante francese Françoise Hardy componendo per lei la celebre Message personnel. Nel 1976 sposò France Gall, iniziando un prolifico sodalizio artistico e sentimentale che durerà fino alla prematura scomparsa del cantautore: dal matrimonio nacquero i due figli Pauline (1978–1997) e Raphaël (1981).
Michel Berger morì il 2 agosto 1992 a seguito di un attacco cardiaco e il 6 agosto fu sepolto nel Cimitero di Montmartre.

## Discografia

### Album in studio
- 1971  – Puzzle (EMI)
- 1973  – Michel Berger (Warner Music)
- 1974  – Chansons pour une fan (Warner Music)
- 1975  – Que l'amour est bizarre (Warner Music)
- 1976  – Mon piano danse (Warner Music)
- 1980  – Beauséjour (Warner Music)
- 1981  – Beaurivage (Warner Music)
- 1982  – Dreams In Stone (Warner Music)
- 1983  – Voyou (Warner Music)
- 1985  – Différences (Warner Music)
- 1990  – Ça ne tient pas debout (Warner Music)
- 1992  – Double jeu (insieme a France Gall) (Warner Music)

### Album dal vivo
- 1980  – Michel Berger au Théâtre des Champs-Élysées
- 1983  – Michel Berger en public au Palais des Sports
- 1986  – Michel Berger au Zénith

### Raccolte
- 1981  – Les Plus belles chansons de Michel Berger
- 1994  – Celui qui chante
- 2002  – Pour me comprendre
- 2005  – Quand on est ensemble (insieme a France Gall)
- 2007  – Chanter pour ceux...

### Singoli
- 1963  – Amour et Soda / Tu n'y crois pas
- 1963  – Amour et Soda / La Camomille / Tu n'y crois pas / Je reviens seul
- 1964  – La Maison de campagne / Attention, les copains / À quoi je rêve / L'Oiseau chanteur
- 1964  – Partout / En t'attendant / D'autres filles / Pourtant
- 1965  – Vous êtes toutes les mêmes / Je ne t'oublie pas / Le Souvenir / Jamais je n'ai pensé
- 1965  – Me débrouiller / C'est vraiment curieux / Tu as tous les torts / Pêle-mêle
- 1965  – Jim s'est pendu / Thierry / HLM blues / Mon jour de chance
- 1966  – Mathusalem / Turlututu, je vous aime / Lola est à Dieu, elle n'est plus à toi / Tes yeux
- 1972  – Words / La vieille dame nous l'avait dit (pubblicato con il nome di Michel Hamburger)
- 1973  – Attends-moi / Si tu t'en vas
- 1973  – Écoute la musique (quelle consolation fantastique) / Le Secret
- 1974  – À moitié, à demi, pas du tout / La Petite Prière
- 1974  – L'amour est là / Jamais, non jamais
- 1975  – Seras-tu là ? / Médina
- 1976  – Ça balance pas mal à Paris / Le Monologue d'Émilie (insieme a France Gall)
- 1980  – La Groupie du pianiste / Quelques mots d'amour
- 1980  – Celui qui chante / C'est pour quelqu'un
- 1981  – Mademoiselle Chang / Antoine
- 1982  – Maria Carmencita / Déjà je suis loin
- 1982  – Innocent Eyes / Rooftops
- 1982  – Apple pie / Rooftops
- 1983  – Les Princes des villes / Lumière du jour
- 1983  – Lumière du jour / Squatter
- 1983  – Voyou / Mandoline
- 1985  – Y'a pas de honte / Ça la fait pleurer pour un rien
- 1986  – Si tu plonges / Il vient de toi
- 1986  – Chanter pour ceux qui sont loin de chez eux / Quand on est ensemble
- 1990  – Ça ne tient pas debout / Chanson pour Man Ray
- 1990  – Le Paradis Blanc / Privé d'amour
- 1992  – Laissez passer les rêves / Jamais partir (insieme a France Gall)
- 1992  – Superficiel et léger / Bats-toi
- 1993  – Les Élans du cœur (insieme a France Gall)